# 黢弄蝶屬
黢弄蝶屬（學名：Thargella）是弄蝶科弄蝶亞科中的一個屬。物種分佈於新熱帶界。

## 物種
- 黢弄蝶 Thargella caura
- Thargella evansi